# Spiders 2
Spiders 2 (Originaltitel: Spiders II: Breeding Ground) ist ein US-amerikanischer Tierhorrorfilm aus dem Jahr 2001. Regie führte Sam Firstenberg. Der Film gilt als die Fortsetzung von Spider Attack – Achtbeinige Monster aus dem Jahr 2000.

## Handlung
Alexandra und Jason befinden sich auf einem Segeltörn auf dem offenen Meer, als sie von einem schweren Sturm überrascht werden. Ihr Segler sinkt, und die beiden treiben auf der rauen See, bis sie von einem vorbeifahrenden Containerschiff gerettet werden. Das Schiff von Captain Bigelow nimmt sie auf und der Bordarzt Dr. Grbac versorgt Jason, der sich eine Wunde zugezogen hat. Dabei wird ihm ein angebliches Antibiotikum gespritzt, was ihn immer wieder in eine Art Dämmerzustand versetzt. Auf Alexandra wirkt Jason dadurch immer befremdlicher, was dazu führt, dass sie sich oft mit Captain Bigelow abgibt. Jason vermutet, dass auf dem Schiff etwas nicht stimmt, da es zum Beispiel nur halbvoll beladen und laut dem Stand der Sonne immer nur im Kreis fährt.
Der angebliche Schiffsarzt unterhält mit dem Wissen Bigelows und der Crew an Bord des Schiffes ein geheimes Labor, in dem er Experimente mit Spinnen durchführt. Mit dem Ziel, Menschen und Spinnen zu kreuzen, vermischt er deren DNA, indem er in entführte Menschen das Erbgut der Spinnen einpflanzt und die Opfer so als Wirtstiere missbraucht. Die dadurch erschaffenen riesigen Kreaturen werden in speziellen Käfigen gefangen gehalten und mit menschlichen Leichen gefüttert.
Als Jason aus einem Albtraum erwacht, durchsucht er das Schiff und findet in einem Kühlraum das Vorratslager mit den Leichen. Er versucht, Alexandra zu alarmieren und sie von den Machenschaften der Crew in Kenntnis zu setzen, diese glaubt ihm aber nicht und lässt sich von Bigelow überzeugen, dass Jason krank sei und dringend in die Obhut von Dr. Grbac gegeben werden muss. Grbac jedoch sieht in Jason ein optimales Wirtstier für die Spinnen und setzt ihm, nachdem er ihm Blut als Gegengift entnommen hat, Spinneneier ein. Nachdem Bigelow versucht hat, sich Alexandra zu nähern, bemerkt sie, dass Jason die Wahrheit gesagt hat und versucht ihn zu finden und zu befreien. Dabei legt sie die Stromversorgung des Schiffes lahm, was dazu führt, dass sämtliche Riesenspinnen freigelassen werden. Die Ungeheuer töten nach und nach die gesamte Crew. Alexandra kann Jason befreien, außerdem gelingt ihr es, das Gegengift aus dem Labor zu bergen und Jason zu heilen. Auch Dr. Grbac überlebt zunächst, wird jedoch, kurz bevor er in ein Rettungsboot steigen kann, von einer Riesenspinne getötet. Jason und Alexandra schaffen es, das Schiff zu versenken und sich auf das Meer zu retten. Als ein Hubschrauber der Küstenwache die beiden retten will, gelingt es einer der Monsterspinnen, sich an den beiden festzuklammern, in letzter Sekunde schafft es Alexandra jedoch, sie zu töten.

## Rezeption
„Ein lausiger Monstertrash, der selbst Genrefreaks nur wenig erheitern dürfte“, urteilt die Redaktion von Cinema. ‚Krabbeltierchen‘ in ‚Playmobil‘-Optik verursachen unfreiwillige Komik. Das Fazit: „Albernes B-Movie um Spinnen und Spinner“. Marcus Littwin bescheinigt Spiders 2 hingegen eine stimmige Atmosphäre und eine spannende, kurzweilige Story. Für ihn ist es einer „der besten Tierhorrorfilme aus der Filmschmiede Nu Image.“